# Gare d'Aniche
La gare d'Aniche est une gare ferroviaire française de la ligne d'Aubigny-au-Bac à Somain, située sur le territoire de la commune d'Aniche (département du Nord). 
Elle est fermée au service des voyageurs en 1992 par la Société nationale des chemins de fer français (SNCF). L'ancien bâtiment voyageurs est démoli en octobre 2010. 
Elle reste ouverte au service du fret.

## Situation ferroviaire
Établie à 47 mètres d'altitude, la gare d'Aniche est située au point kilométrique (PK) 219,275 de la ligne d'Aubigny-au-Bac à Somain. 

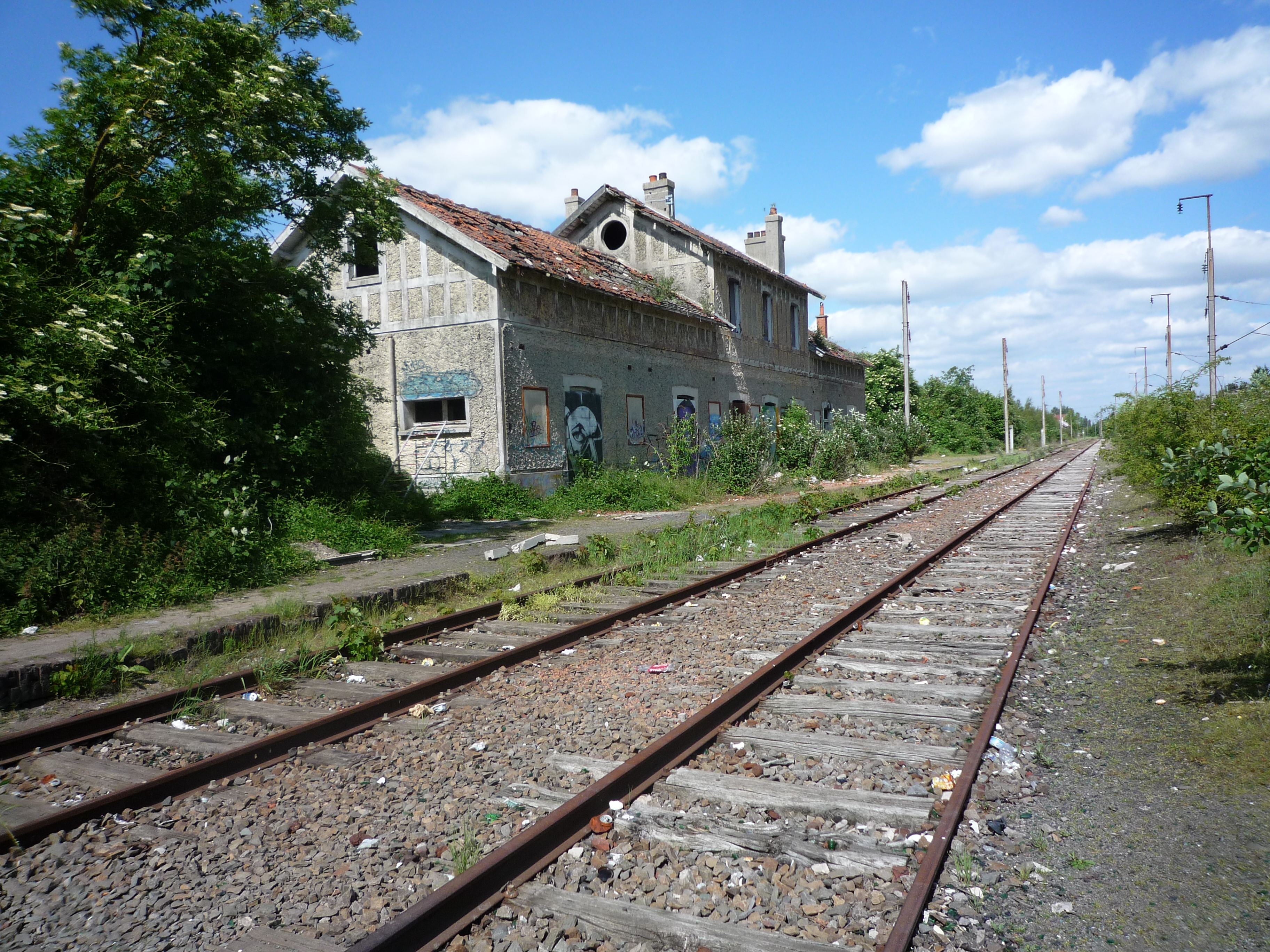
La gare d'Aniche en 2009, vue du côté des voies.

## Histoire
L'épopée du chemin de fer dans la commune a débuté en 1854, avec la construction de la ligne de Somain à Monchecourt pour desservir la fosse Fénelon de la Compagnie des mines d'Aniche. La commune va connaître de nombreux embranchements avec une seconde ligne qui sera créée trois ans plus tard pour les fosses situées au nord de la commune vers la gare Sainte-Hyacinthe, mais également pour les nombreuses verreries.

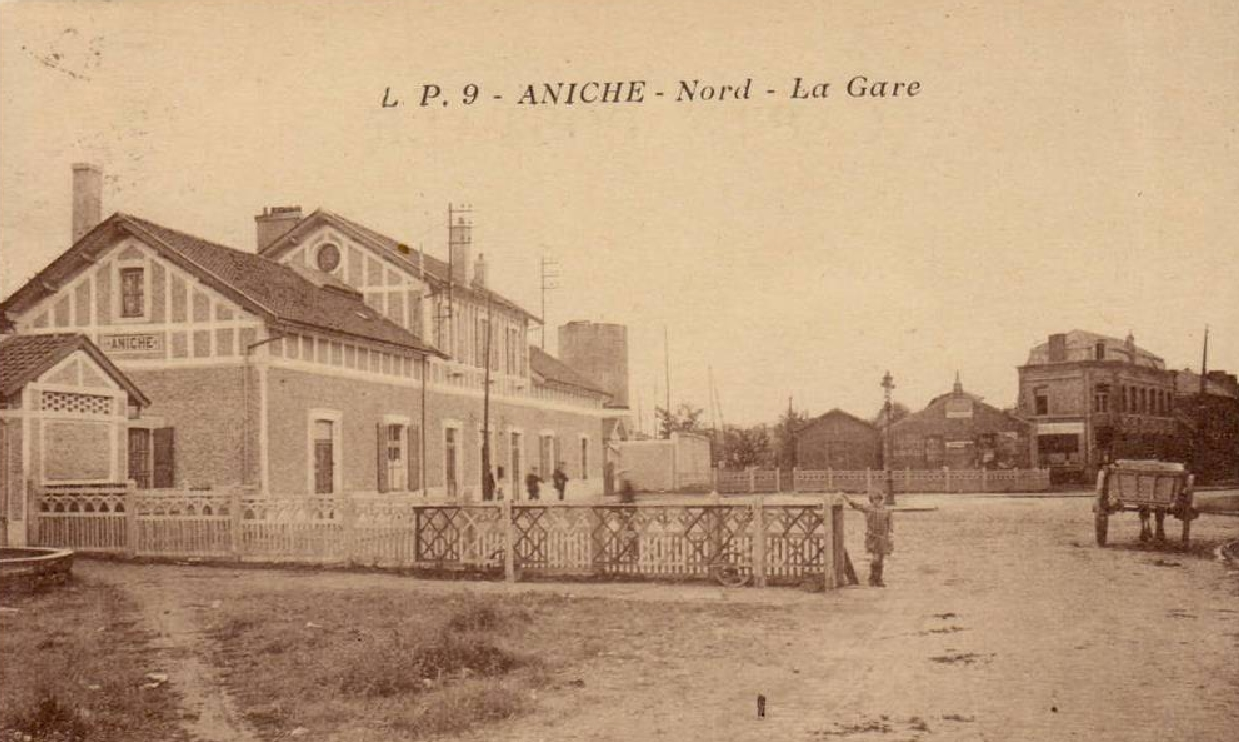
La gare d'Aniche vers 1920.

En 1879, la Compagnie des mines d'Azincourt vient se raccorder pour relier la Fosse Saint-Auguste et Monchecourt. Vers 1880, débuteront les travaux de la ligne d'Aubigny-au-Bac à Somain, avec aussi la construction de la gare d'Aniche et son triage.
Cette ligne reliant Somain à Aubigny-au-Bac sera empruntée par le train des « Péqueux » (le train des pêcheurs à la ligne), une ligne de voyageurs qui sera arrêtée en 1939. La ligne, qui desservait Usinor-Denain supportera également un trafic important de produits verriers mais aussi de minerais, à tel point qu'on la surnommera la route du fer.
En juillet 1980, c'est la fin du trafic minerai, en 1992 l'arrêt du trafic voyageur, et en 2008, le hangar de stockage SNCF est détruit.
Quelques trains de la verrerie Saint-Gobain utilisent encore la voie en 2010. Le bâtiment voyageurs est démoli à partir du mercredi 13 octobre 2010,. Toutefois, les voies sont toujours en place, mais le triage est menacé, une route devant relier le centre-ville au quartier de la Nation. Toutefois, l'embranchement vers la verrerie Saint-Gobain va être conservé.

## Service des voyageurs
La gare est fermée au trafic des voyageurs.

## Service des marchandises
La gare d'Aniche est ouverte au service du fret, uniquement pour des trains massifs en gare. Elle dépend du centre régional des douanes de Valenciennes et de la Plateforme de Somain.